# Phyllonorycter zonochares
Phyllonorycter zonochares är en fjärilsart som först beskrevs av Edward Meyrick 1933.  Phyllonorycter zonochares ingår i släktet guldmalar, och familjen styltmalar. Inga underarter finns listade i Catalogue of Life.